# Volcán Arizaro
El volcán Arizaro es un estratovolcán considerado extinto, que se encuentra en la provincia de Salta (Argentina), más precisamente en el departamento de Los Andes y dentro de la puna de Atacama, a pocos kilómetros de la frontera de Chile. Su altitud es de 5754 m s. n. m. y es desconocida la fecha de su última erupción.

## Ubicación
Se trata de un volcán formado por varias cumbres que rodean al cráter extinto, la cumbre principal tiene una altitud de 5754 m s. n. m. constituida por grandes bloques rocosos.
La lava de sus últimas erupciones fluyó fundamentalmente hacia el sureste en dirección al salar homónimo.
El volcán Arizaro se encuentra a unos veinte kilómetros al suroeste del volcán Aracar y a unos 20 km al este-sureste del Socompa. Cercano a él, domina el Salar de Arizaro que se encuentra a unos cuarto kilómetros al sureste y del que toma  el nombre. Las vías de tren del Ramal C 14 del Ferrocarril General Belgrano que une a Antofagasta en Chile con la ciudad de Salta en Argentina pasan a menos de diez kilómetros al sur de su cráter (recorrdo del Tren a las Nubes). 